# 리멤버 - 아들의 전쟁
《리멤버 - 아들의 전쟁》은 2015년 12월 9일부터 2016년 2월 18일까지 SBS에서 방송된 드라마 스페셜이다.

## 줄거리
과잉 기억 증후군을 앓고 있는 변호사인 아들이 아버지의 무죄를 밝혀내기 위해 거대 권력과 맞서 싸우는 이야기를 그린 작품.

## 등장 인물

### 주요 인물
- 유승호 : 서진우 역 (아역 : 김현빈) - 본작의 메인 남주인공. 절대기억 변호사이자
- 박민영 : 이인아 역 - 본작의 메인 여주인공. 인권 변호사
- 박성웅 : 박동호 역 (아역 : 이건희) - 본작의 서브 남주인공. 지방법대 출신의 조폭 변호사
- 남궁민 : 남규만 역 - 본작의 메인 빌런이자 최종 보스. 남일호 회장의 망나니 아들이자 후계자. 일호그룹 핵심계열사인 일호생명 상무
- 정혜성 : 남여경 역 - 본작의 서브 여주인공. 검사, 일호그룹 남일호 회장의 막내딸

### 변두리 로펌
- 김진우 : 강석규 역 - 판사
- 김형범 : 송재익 역 - 진우 아버지의 첫 변호를 맡은 법정에만 서면 말 더듬는 국선 변호사
- 이정은 : 연보미 역 - 변두리 로펌의 사무장

### 일호그룹
- 한진희 : 남일호 역 - 일호그룹 회장
- 이시언 : 안수범 역 - 일호생명 비서실장
- 엄효섭 : 홍무석 검사 역 - 서촌여대생 살인사건 담당검사
- 김영웅 : 곽한수 역 - 서재혁을 서촌여대생 살인 사건의 진범으로 둔갑시킨 형사

### 서진우 주변 인물
- 전광렬 : 서재혁 역 - 서진우의 아버지, 사형수
- 한보배 : 오정아 역 - 남규만에게 살해된 여대생

### 이인아 주변 인물
- 정인기 : 이현종 역 - 이인아의 아버지
- 박현숙 : 김영선 역 - 이인아의 어머니
- 방준서 : 이연지 역 - 이인아의 여동생

### 박동호 주변 인물
- 이원종 : 석주일 역 - 조폭 두목 사장
- 송영규 : 탁영진 검사 역 - 족보끈 짧은 박동호 조력검사
- 김지훈 : 편상호 역 - 박동호 변호사의 사무장

### 그 외 인물들
- 이승형 : 정신건강의학과 의사 이정훈 역
- 맹상훈 : 오정아의 아버지 오성택 역
- 소희정 : 서진우의 어머니 이혜선 역
- 전세현 : 남규만의 자백 동영상을 찍도록 도와준 여성 역
- 이주석 : 남규만 사건 담당판사 역
- 정원중 : 서촌여대생 살인사건 담당 재판장 역
- 이설구 : 도박장 조폭두목 역 (2회)
- 이규호 : 도박장 조폭 역 (2회)
- 이규섭
- 신현수 : 배철주 역 - 남규만 친구. 세현그룹 상무
- 금동현 : 박동호의 아버지 박경수 역
- 남명렬 : 강만수 역 - 일호생명 부사장
- 이동진 : 술파티 진행자 역
- 이시아 : 김한나 역 - 일호생명 부사장을 성추행 고발한 인턴
- 윤경호 : 전갈문신 살인청부업자 역
- 서진욱 : 교도소 담당의사 박동진 역
- 오나라 : 채진경 검사 역 - 서재혁 재심 담당 검사
- 김정석 : 배형사 역
- 이창 : 함지석 역
- 기세형 : 금실장 역
- 정규수 : 설민수의 아버지 역 - 미소전구 사장
- 신재하 : 설민수 역
- 김병춘 : 양현수 사장 역 - 영원전기 사장
- 김경룡 : 신경원 역 - 미소전구 공장장
- 신우철
- 김익태 : 하 사장 역
- 이강욱 : 김찬 역 - 신인배우 매니저
- 정유민 : 송하영 역 - 강간치상사건 피해자
- 한유이 : 박민희 역 - 강간치상사건 피해자
- 성창훈 : 고광일 검사 역
- 유장영
- 민경진
- 김승훈
- 서왕석
- 정강희
- 박명신
- 이창직 : 경찰서장 역
- 이원섭 : 박동호의 부하 역
- 황보정일 : 박동호의 부하 역
- 김희윤 : 박동호의 부하 역
- 금광산 : 석주일 오른팔 광산 역
- 원근수 : 박동호의 부하 역
- 선율우

## 시청률
아래의 파란색 숫자는 '최저 시청률'이고, 빨간색 숫자는 '최고 시청률'입니다. 시청률조사회사와 지역별로 시청률에 차이가 있을 수 있습니다.
| 2015년      | 2015년      | 2015년         | 2015년       | 2015년         | 2015년       |
| 회차        | 방송일      | TNmS 시청률    | TNmS 시청률  | AGB 시청률     | AGB 시청률   |
| 회차        | 방송일      | 대한민국(전국) | 서울(수도권) | 대한민국(전국) | 서울(수도권) |
| ----------- | ----------- | -------------- | ------------ | -------------- | ------------ |
| 제1회       | 12월 9일    | 6.6%           | 8.1%         | 7.2%           | 8.2%         |
| 제2회       | 12월 10일   | 7.9%           | 9.6%         | 9.7%           | 10.8%        |
| 제3회       | 12월 16일   | 9.6%           | 12.3%        | 11.7%          | 13.9%        |
| 제4회       | 12월 17일   | 10.0%          | 11.9%        | 12.1%          | 14.3%        |
| 제5회       | 12월 23일   | 11.2%          | 13.4%        | 13.4%          | 15.8%        |
| 제6회       | 12월 24일   | 11.4%          | 13.4%        | 13.4%          | 14.8%        |
| 2016년      |             |                |              |                |              |
| 제7회       | 1월 6일     | 13.2%          | 15.9%        | 15.7%          | 18.1%        |
| 제8회       | 1월 7일     | 14.2%          | 18.6%        | 15.6%          | 17.7%        |
| 제9회       | 1월 13일    | 14.6%          | 18.0%        | 16.4%          | 19.1%        |
| 제10회      | 1월 14일    | 16.2%          | 20.0%        | 16.4%          | 19.0%        |
| 제11회      | 1월 20일    | 16.1%          | 19.3%        | 15.1%          | 16.9%        |
| 제12회      | 1월 21일    | 16.6%          | 18.7%        | 16.6%          | 18.8%        |
| 제13회      | 1월 27일    | 15.6%          | 18.7%        | 15.1%          | 17.9%        |
| 제14회      | 1월 28일    | 17.6%          | 19.7%        | 15.6%          | 17.9%        |
| 제15회      | 2월 3일     | 15.3%          | 18.7%        | 16.3%          | 18.6%        |
| 제16회      | 2월 4일     | 17.8%          | 20.9%        | 17.0%          | 19.8%        |
| 제17회      | 2월 10일    | 15.9%          | 19.3%        | 16.3%          | 18.5%        |
| 제18회      | 2월 11일    | 18.3%          | 23.1%        | 18.0%          | 20.3%        |
| 제19회      | 2월 17일    | 17.9%          | 21.7%        | 18.1%          | 20.9%        |
| 제20회      | 2월 18일    | 20.1%          | 23.7%        | 20.3%          | 22.6%        |
| 평균 시청률 | 평균 시청률 | 14.3%          | 17.3%        | 15.0%          | 17.2%        |

## 참고 사항
- 본 드라마는 당초 시그널을 편성할 예정이었지만,[3] "큰 재미를 보지 못한 장르 드라마의 부담감" 탓인지 좌절되었으며,[4] 결국 tvN에 최종 편성되었다.
- KBS 2TV의 수목 특별기획 드라마 '태양의 후예'가 작품의 완성도를 높이기 위해 KBS가 야심차게 기획한 사전 제작 드라마로서, 해외 판권 독점 계약을 위한 사전 심의 기간을 염두에 두고, 본방송 시점을 KBS 드라마본부 측에서, 이듬해인 2016년 2월 24일에 편성이 최종적으로 확정되어, 전작인 '장사의 신 - 객주 2015'가 편성 공백을 메우기 위해, 5회 추가 연장과 동시에, 시청률 1위를 탈환한 사실이 있었다.

## 결방 사유
- 2015년 12월 30일 : 2015 SBS 연기대상 시상식 중계방송으로 인한 결방[5]
- 2015년 12월 31일 : 2015 SBS 연기대상 시상식 중계방송으로 인한 결방[6]

## 수상 경력
- 2016년 제29회 그리메상 드라마부문 우수작품상 황민식, 김형근
- 2016년 제29회 그리메상 조명상 최종근
- 2016년 SBS 연기대상 장르드라마부문 남자 우수 연기상 유승호
- 2016년 SBS 연기대상 장르드라마부문 남자 특별 연기상 박성웅
- 2016년 SBS 연기대상 10대 스타상 남궁민

## 동시간대 드라마
KBS 수목드라마
- 《장사의 신 - 객주 2015》 (2015년 9월 23일 ~ 2016년 2월 18일)

MBC 수목드라마
- 《달콤살벌 패밀리》 (2015년 11월 18일 ~ 2016년 1월 14일)
- 《한 번 더 해피엔딩》 (2016년 1월 20일 ~ 2016년 3월 10일)